# Fattore Rh
Il fattore Rh, o antigene D, è uno specifico antigene proteico sulla superficie dei globuli rossi. Se una persona possiede questo fattore si dice che il suo gruppo, relativamente al sistema Rh, è Rh positivo (Rh+), se invece i suoi globuli rossi non lo presentano, il suo gruppo sanguigno è definito Rh negativo (Rh−).
L'antigene D è quello di maggiore importanza clinica all'interno del sistema Rh tra i tre determinanti antigenici C, D ed E che possono essere presenti. Si trova sulla superficie dei globuli rossi ed è presente nell'85% circa della popolazione umana; è un carattere ereditario e si trasmette come autosomico dominante.

## Storia

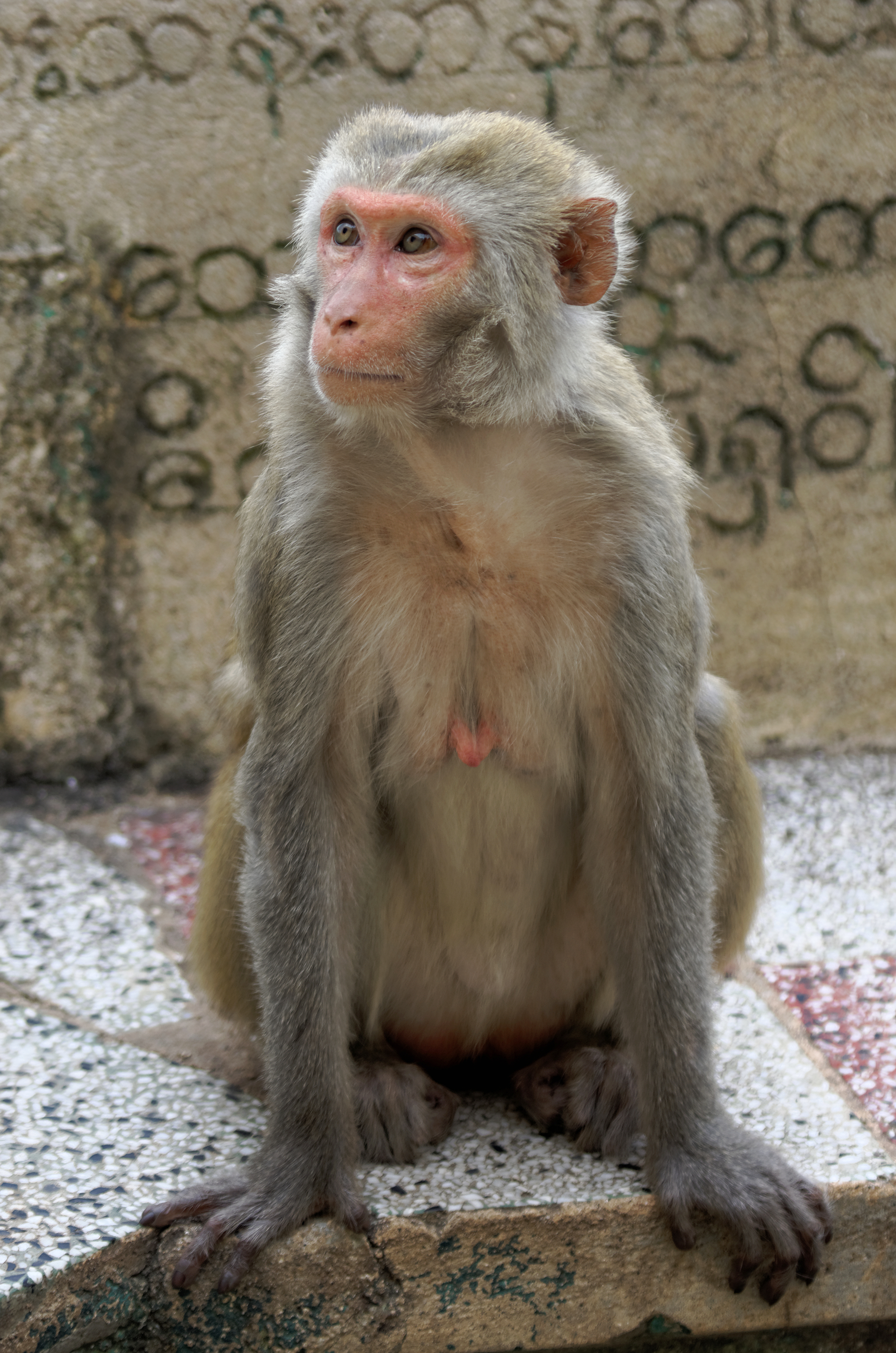
Un esemplare di Macacus rhesus, la specie in cui è stata scoperta e attribuita la proteina Rh.

Già nel 1939, Philip Levine e Stetson Rufus pubblicarono l'ipotesi di una relazione clinica tra il non riconoscimento di quello che verrà poi scoperto essere il fattore Rh e la malattia emolitica del neonato nella sua forma più grave. Venne evidenziato che il siero della donna reagiva con globuli rossi dell'80% circa della popolazione anche se i gruppi sanguigni allora conosciuti, in particolare il sistema AB0, erano stati abbinati e non avrebbero dovuto dare problemi.
La scoperta e l'ipotesi non ebbero importanti ripercussioni fino al 1940, anno in cui Karl Landsteiner e Alexander S. Wiener scoprirono il fattore Rh sui globuli rossi di una specie di primati: Macacus rhesus. Gli scienziati registrarono un siero che aveva reagito con circa l'85% dei diversi globuli rossi umani, scoprendo la presenza della proteina del fattore Rh. Tale scoperta avvenne inoculando del sangue di scimmia in un coniglio (produttore di anticorpi per eccellenza). Si notò che il plasma del coniglio trattato in questo modo conteneva nuovi anticorpi (chiamati anti-Rh) che determinavano la lisi degli eritrociti del sangue di scimmia.
In base a questo criterio fu possibile classificare gli individui in due gruppi: Rh+ (che reagivano con l'anticorpo anti-Rh) e Rh− (i cui eritrociti non si legavano all'anti-Rh).
La presenza dei due sierotipi venne chiaramente dimostrata nel 1963.

## Ereditarietà
Il sistema Rh comprende il gene che codifica per la proteina RhD, e un secondo gene che codifica gli antigeni RhC e RhE, che si trovano su un singolo polipeptide. Il gene per la proteina RhD è costituito solo dall'allele D: l'allele d, pensato per essere antitetico a D, non esiste. La lettera "d" è quindi usata per indicare il fenotipo D-negativo.
La classificazione degli individui Rh-positivi e Rh-negativi è determinata dalla presenza o assenza della proteina altamente immunogenica Rh sulla superficie degli eritrociti. Le combinazioni principali sono tre:
| Fattore Rh | Primo allele | Secondo allele |
| ---------- | ------------ | -------------- |
| Rh+        | D            | D              |
| Rh+        | D            | d (assente)    |
| Rh−        | d (assente)  | d (assente)    |

Il fattore Rh− è recessivo e quindi si esprime come tale solo in individui omozigoti per quel carattere, quindi solo in individui figli di genitori che possiedano almeno un allele Rh−, ma che non sono necessariamente Rh−. Nel caso di genitori eterozigoti l'ereditarietà è di tipo mendeliano, quindi questi ultimi avranno a ogni concepimento il 25% di probabilità di avere un figlio omozigote Rh−.

## Implicazioni trasfusionali

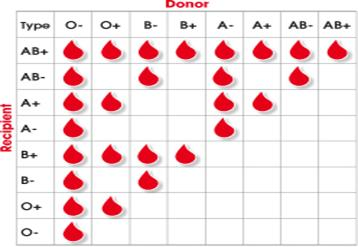
Compatibilità tra i gruppi sanguigni

## Il fattore Rh e la gravidanza
Il fattore Rh è la causa di una patologia che in passato era molto comune nei neonati: l'eritroblastosi fetale. Durante l'ultimo mese di gravidanza vi è un passaggio di anticorpi, utili per il nascituro, dal sangue della madre a quello del feto, ma gli anticorpi prodotti contro il fattore Rh possono essere dannosi. Se una donna Rh negativa alla prima gravidanza partorisce un bambino Rh positivo, è probabile che i globuli rossi del feto con l'antigene Rh entrino nel circolo sanguigno materno; il corpo della madre reagisce producendo anticorpi contro l'antigene estraneo che rimarranno presenti nel suo sangue. Questa reazione rientra nella tipologia delle reazioni di ipersensibilità di tipo II. In caso di una seconda gravidanza, gli anticorpi prodotti possono essere trasferiti nel sangue del feto, e nel caso esso sia Rh+ tali anticorpi attaccheranno i globuli rossi fetali distruggendoli. Tale reazione può essere mortale prima o dopo la nascita o portare gravi problemi al sistema nervoso del nascituro.
Oggi, i pericoli che corre un eventuale secondo figlio sono arginati attraverso exsanguinotrasfusione o iniettando alla madre Rh−, entro 72 ore dal primo parto, anticorpi specifici che riconoscono e bloccano l'antigene Rh che dal feto passa alla madre. Questo processo deve essere ripetuto con ogni gravidanza successiva alla prima esposizione della madre all'antigene Rh.